# 世界の熱い夜
『世界の熱い夜』（せかいのあついよる、Mondo Caldo di Notte）は1962年のイタリア映画である。イーストマンカラー・セクシラマ。

## 概説
所謂夜モノシリーズの一篇。ローマ、リオ・デ・ジャネイロ、ストックホルム、ハンブルク、パリ、ミラノ、アムステルダムとヨーロッパの歓楽街のストリップショーやバーレスクショー等お色気中心のショーなど華やかなショーやツイスト祭りなどの大人の娯楽を堪能させるという記録映画。

## スタッフ
- 監督・脚本・原案：レンツォ・ルッソ

- 撮影：アルド・グレーチ
- 音楽：アルマンド・シャッシャ